# Gare BNI City
La gare BNI City (en indonésien : Stasiun BNI City), dite aussi Sudirman Baru pendant sa construction, est une gare de la Liaison ferroviaire aéroportuaire de Soekarno-Hatta. Elle est située dans le centre de Jakarta sur la rive nord du canal Ouest, à une centaine de mètres de la gare Sudirman du KRL Commuterline.

## Histoire
La gare, dénommée BNI City, est mise en service le 26 décembre 2017. Les droits de sa dénomination ont été achetés par la Bank Negara Indonesia. C'est la première gare indonésienne à attribuer de tels droits à une entreprise.

## Service des voyageurs

### Accueil
La gare compte trois étages et mesure environ 500 mètres de long. Au rez-de-chaussée, on trouve des escaliers mécaniques, des brancheurs automatiques, des distributeurs automatiques de billets, deux aires de repos pour les passagers et des ascenseurs. Il existe également des points de vente de nourriture, des supérettes, des toilettes, des mosquées, des cliniques et des machines d'enregistrement en vol en libre-service. L’étage supérieur sert également de quai, avec 240 mètres long et 32 mètres de large. Il y a quatre escaliers mécaniques pour y accéder.

### Desserte
Elle est desservie par les trains de la liaison ferroviaire aéroportuaire de Soekarno-Hatta. 

Installations et desserte
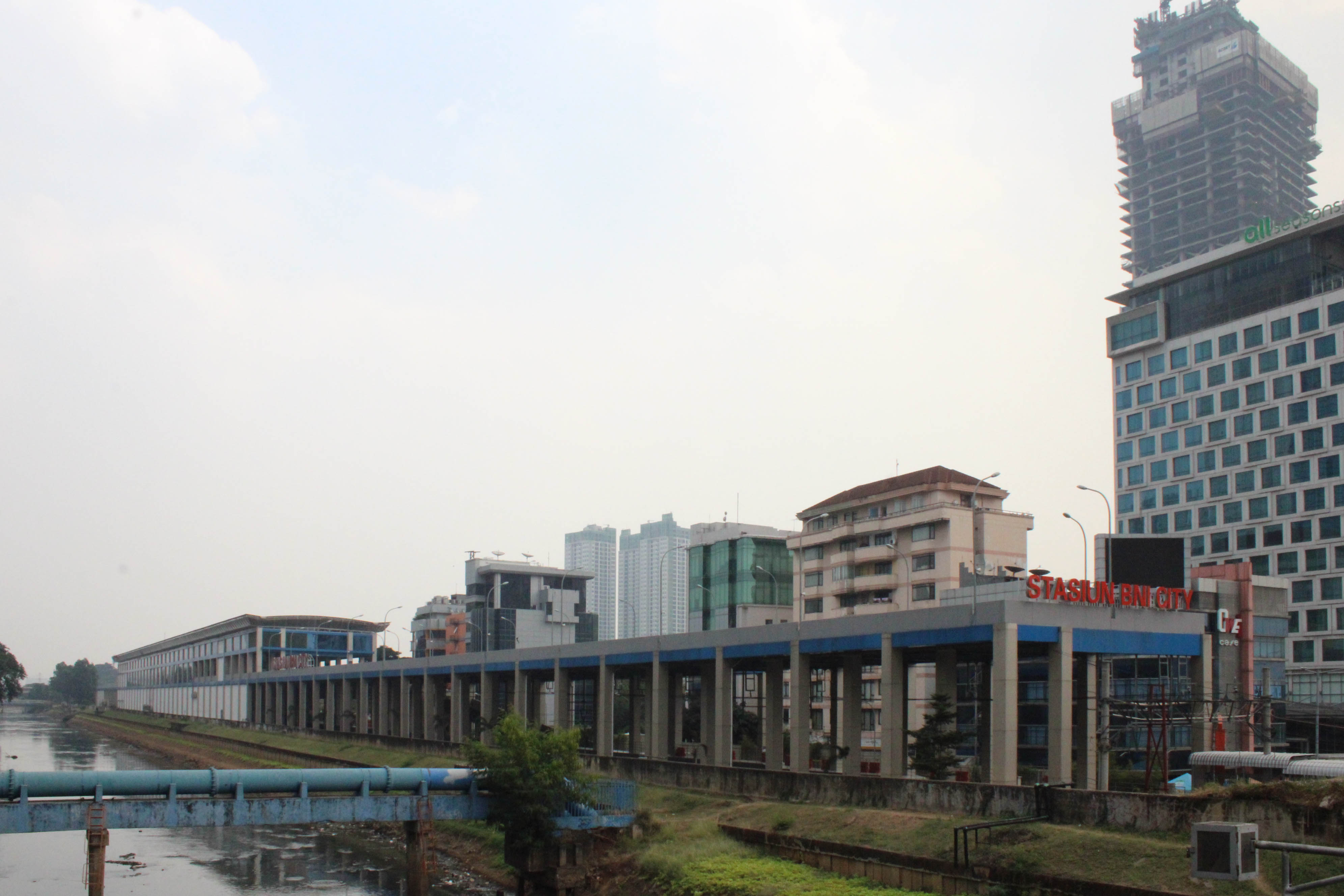
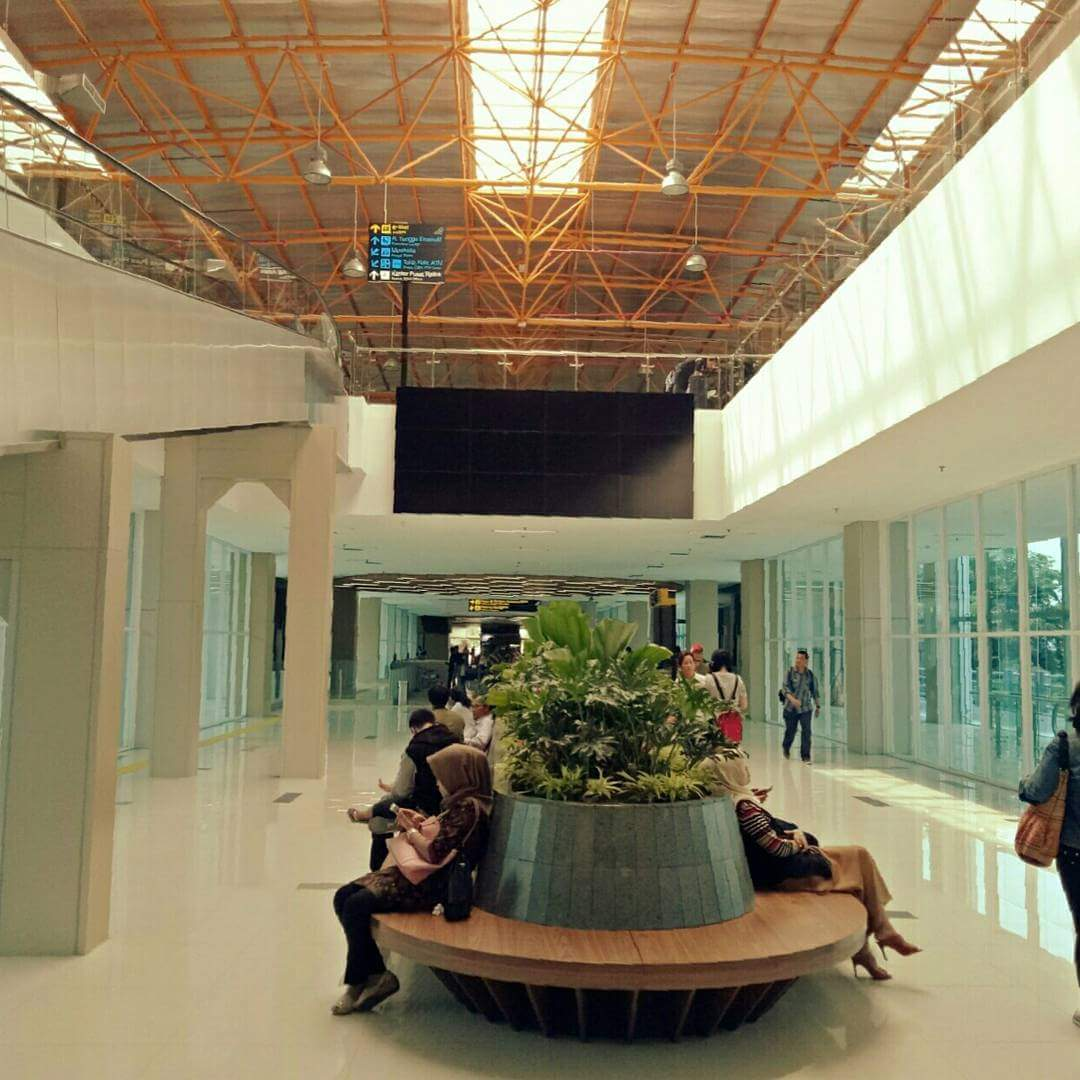
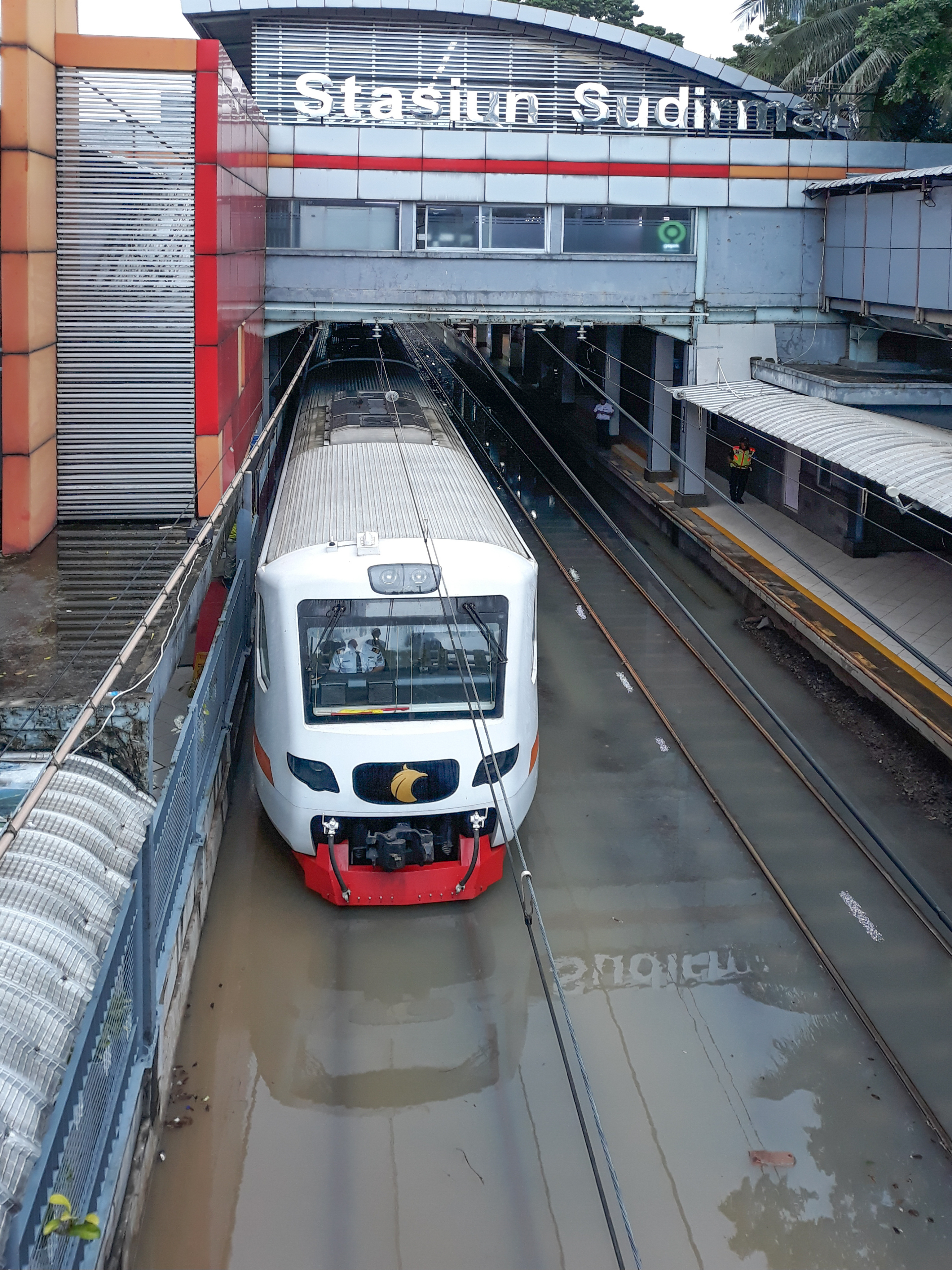

### Intermodalité
Un parking pour les véhicules y est aménagé
Elle est desservie par les bus TransJakarta qui assure la desserte entre la gare et la Jalan Jenderal Gatot Subroto, Pacific Place et la gare de Gambir avec un tarif de 3 500 roupies (environ 20 centimes d'euro). La desserte de Gambir est intégrée au corridor 1 du TransJakarta. Un autre itinéraire disponible passe par Menteng et est intégré au corridor 9. La gare est également accessible par les corridors 1, 4 et 6.

## Projets
Il est prévu que la gare dispose d'une station intégrée du métro de Jakarta du métro léger de Jakarta.